# Yoma amelia
Yoma amelia är en fjärilsart som beskrevs av Guérin-meneville 1829/32. Yoma amelia ingår i släktet Yoma och familjen praktfjärilar. Inga underarter finns listade i Catalogue of Life.